# 三宅学
三宅 学（みやけ まなぶ、1969年2月24日 - ）は、神奈川県横浜市戸塚区出身の元バスケットボール選手、指導者である。ポジションはポイントガード。

## 来歴
神奈川県横浜市戸塚区出生兼出身。横浜市立汲沢中学校、相模工大高校から日本体育大学に進み、卒業後、NKKに入社。
1994年には広島アジア大会に出場する日本代表に選出される。
1999年の休部後は松下電器に移籍し、2003年引退。
2005年、横浜清風高校に体育教師として赴任。以降2022年現在まで男子バスケットボール部監督を務めている。

## 経歴
- 相模工大附高校 - 日本体育大学 - NKK（1991年〜1999年） - 松下電器（1999年〜2003年）

## 日本代表歴
- 1991ユニバーシアード
- 1994アジア大会